# Kidumbugu (periodiskt vattendrag i Karuzi)
Kidumbugu är ett periodiskt vattendrag i Burundi.   Det ligger i provinsen Karuzi, i den centrala delen av landet, 90 kilometer öster om huvudstaden Bujumbura.
Omgivningarna runt Kidumbugu är en mosaik av jordbruksmark och naturlig växtlighet. Runt Kidumbugu är det ganska tätbefolkat, med 179 invånare per kvadratkilometer.